# QF 25ポンド砲
オードナンス QF 25ポンド砲（英: Ordnance QF 25 Pounder）は、第一次世界大戦と第二次世界大戦の戦間期にイギリスが開発した野砲/榴弾砲兼用の野戦砲であり、一般には25ポンド野砲とも呼ばれる。

## 開発
イギリス陸軍は第一次世界大戦終結後、直射野砲であるQF 18ポンド砲の84mm榴弾と、曲射榴弾砲であるQF 4.5インチ榴弾砲の114mm榴弾を更新・統合する新型榴弾の開発を開始した。その後、戦後の財政難によって「改造したQF 18ポンド砲の砲身から発射可能であること」という開発条件が追加された。その条件を満たした口径87.6mm、重量25ポンドの新型榴弾は、1935年に完成した。
QF 25ポンド砲Mk.Iは、QF 18ポンド砲後期型のMk.IV砲身を内側から1.8mm削って製造され、照準器以外の部品はそのまま流用された。このため安定性に欠け、25ポンド榴弾の性能を十分に発揮しているとは言い難かった。そこで、新規に設計された砲身と砲架を使用するQF 25ポンド砲Mk.IIが開発された。

## 砲弾

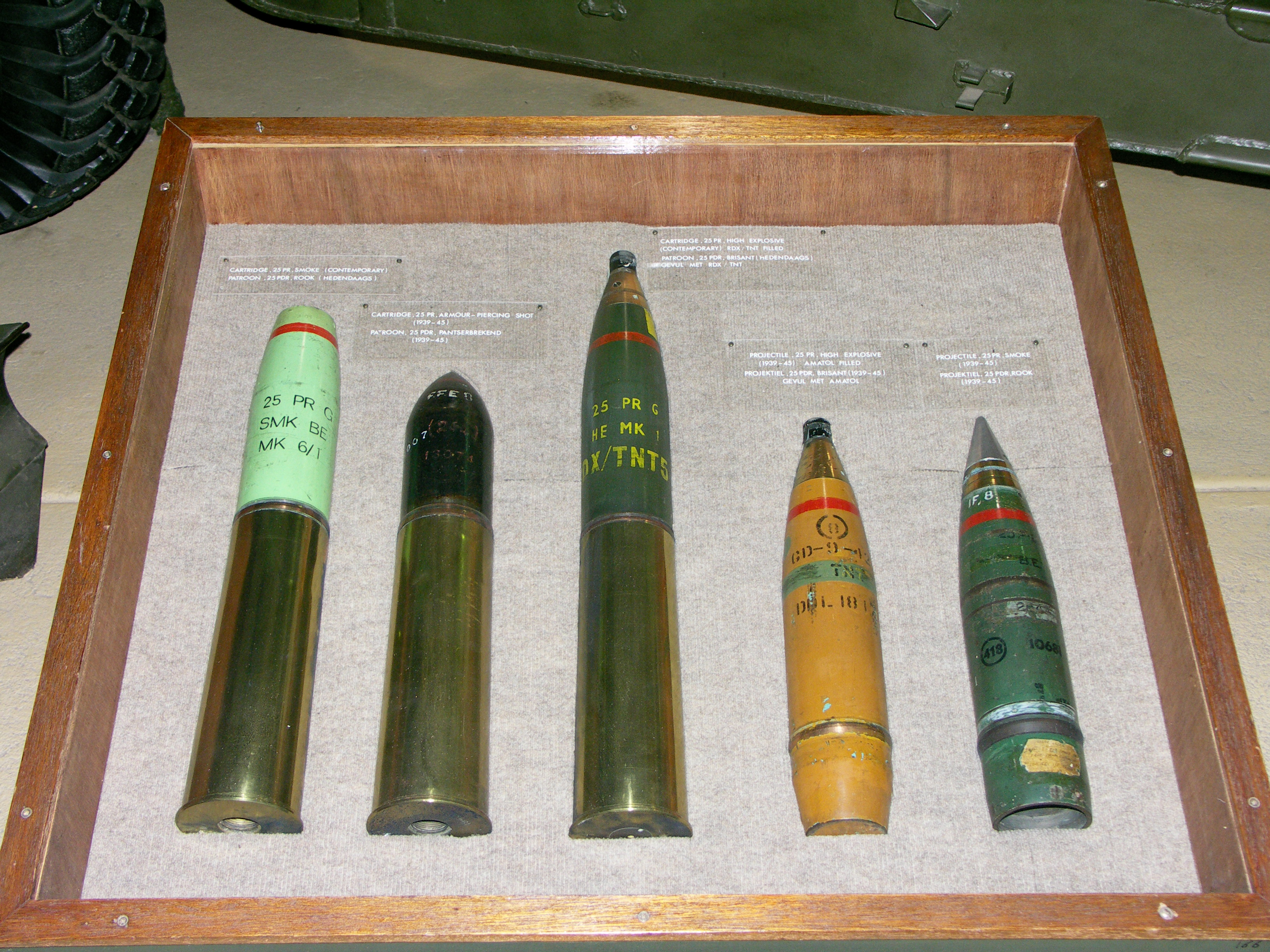
QF 25ポンド砲の砲弾。種類は左から右の順で以下の通り。
発煙弾（戦後型：NATO標準色"eau de nil"）。
徹甲弾。
榴弾（炸薬：RDX/TNT）。
榴弾の弾頭のみ（炸薬：アマトール）。
発煙弾の弾頭のみ（大戦型：英軍呼称は"Brunswick Green"）。

QF 25ポンド砲の砲弾には一般的な榴弾以外にも徹甲弾や発煙弾、照明弾、毒ガス弾が用意されていたが、後には成形炸薬弾や粘着榴弾も開発された。2011年現在においても、パキスタンの軍需メーカーパキスタン・オードナンス・ファクトリーズにおいて、QF 25ポンド砲の榴弾、発煙弾、空包が生産されている。
25ポンド砲は金属製の薬莢を使用する薬莢砲であるが弾頭と薬莢が分離された分離薬莢式の火砲である。火薬量は少ない順に1号装薬から3号装薬までの3段階で調節されたが、Mk.Iでは仰角が37°に制限されていたうえに3号装薬の使用が制限されていたため十分な射程を確保できなかった。
1942年からは対戦車戦闘用の徹甲弾を高初速で発射するためのスーパーチャージと呼ばれる強装火薬も供給されたがこれはMk.Iでは使用不可能であり、Mk.IIでも砲口にマズルブレーキを装着する必要があった。

## 実戦

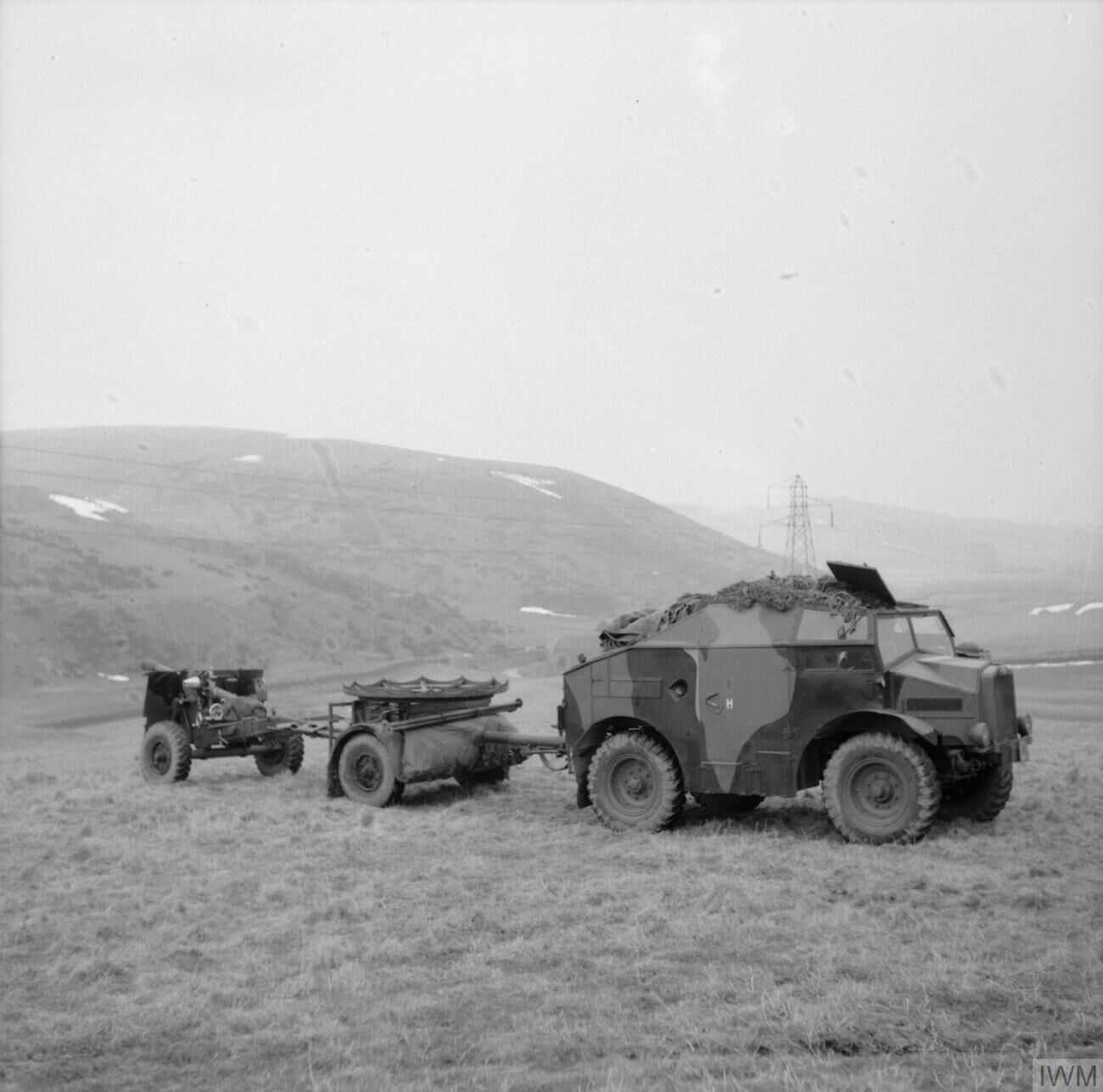
モーリスC8で牽引されるQF 25ポンド砲

第二次世界大戦において、QF 25ポンド砲はイギリス以外にもカナダやオーストラリア、ニュージーランド、南アフリカ連邦などのイギリス連邦加盟国の師団砲兵用主力野戦砲として生産配備され、野砲式の直接照準砲撃も榴弾砲式の間接照準砲撃もそつなくこなす使い勝手の良い砲であった。他の主だった参戦国の師団砲兵は野砲と軽榴弾砲の混成配備（大日本帝国やソビエト連邦など）か、軽榴弾砲と150mm級榴弾砲の混成配備（ナチス・ドイツやアメリカ合衆国など）となっていたことを考えれば、これは特筆に値する。
エル・アラメインの戦いにおいてはドイツ戦車の装甲強化に伴って効果が低下したQF 2ポンド砲に代わって徹甲弾を使用してドイツ戦車を攻撃し、対戦車砲としても優秀であることを示した。その後対戦車戦闘はQF 6ポンド砲やQF 17ポンド砲が担うようになり、QF 25ポンド砲は歩兵や戦車部隊の火力支援に専念するようになった。
移動時には32発分の弾頭と薬莢を搭載可能な前車を砲脚と連結したうえで、モーリスC8牽引車やCMP牽引車で牽引される。このほかにも機甲師団向けに、バレンタイン歩兵戦車の車体に25ポンド砲Mk.IIを装備した大型砲塔を搭載したビショップ自走砲や、カナダ製のラム巡航戦車の車体に25ポンド砲Mk.IIIを搭載したセクストン自走砲が開発されている。
イギリス軍では戦後も朝鮮戦争や第二次中東戦争などで使用したが、1960年代にはNATO標準の105mm砲弾を使用するL5榴弾砲（M56 105mmパックハウザー）に更新されて退役した。

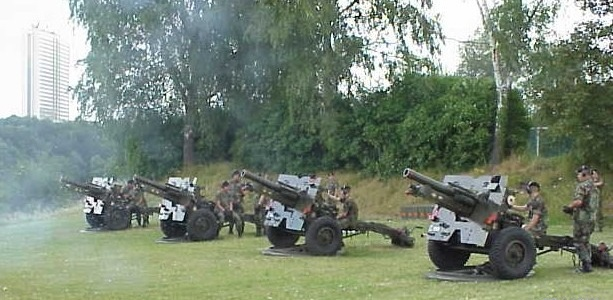
礼砲射撃に用いられる、ルクセンブルク軍の25ポンド砲

海外ではアイルランドやキプロス、インド、スリランカ、ローデシア（ジンバブエ）などイギリス連邦加盟国や旧イギリス植民地だった国が主に使用しており、印パ戦争やトルコのキプロス侵攻、ローデシア紛争、南アフリカのアンゴラ侵攻、スリランカ内戦などで実戦投入され、1980年代まで現役であった。現在でもアイルランドやキプロスなどでは予備兵器として保管されているほか、各種儀式時の礼砲射撃用に少数を保有する国も多い。

## 派生型

### Mk.I

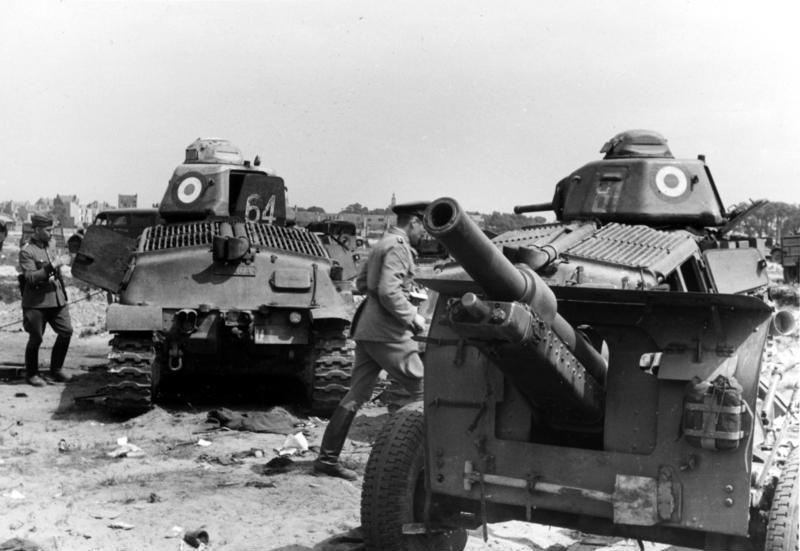
フランスにてドイツ軍に捕獲されたQF 25ポンド砲Mk.I。（手前、奥の戦車は2輌ともソミュア S35）。
防盾の形状から、Mk.IV砲架を使用した型と思われる。

QF 18ポンド砲の後期型に採用されていたMk.IV砲身の内側を削って口径を84mmから87.6mmに拡大した改修型で、QF 18/25ポンド砲とも呼ばれる。尾栓は18ポンド野砲の隔螺式のままであり、砲架もQF 18ポンド砲用の単脚式Mk.IV砲架もしくは開脚式Mk.V砲架を流用しているため、未改修のQF 18ポンド砲との見分けがほとんど付かない。後の型と比較して仰角が小さい上に射撃時の安定性に欠けるため、射程が短く（最大で10,515m）発射速度も低い。
1930年代末から配備が開始され、ノルウェーにおける戦いや西方電撃戦、初期の北アフリカ戦線、マレー攻防戦などで運用された。1944年6月のノルマンディー上陸作戦では、ドイツ国防軍はノルウェーやフランスで鹵獲した25ポンド砲Mk.Iを上陸を敢行するイギリス軍の迎撃に使用したため、25ポンド砲同士の戦闘が行われた。

### Mk.II

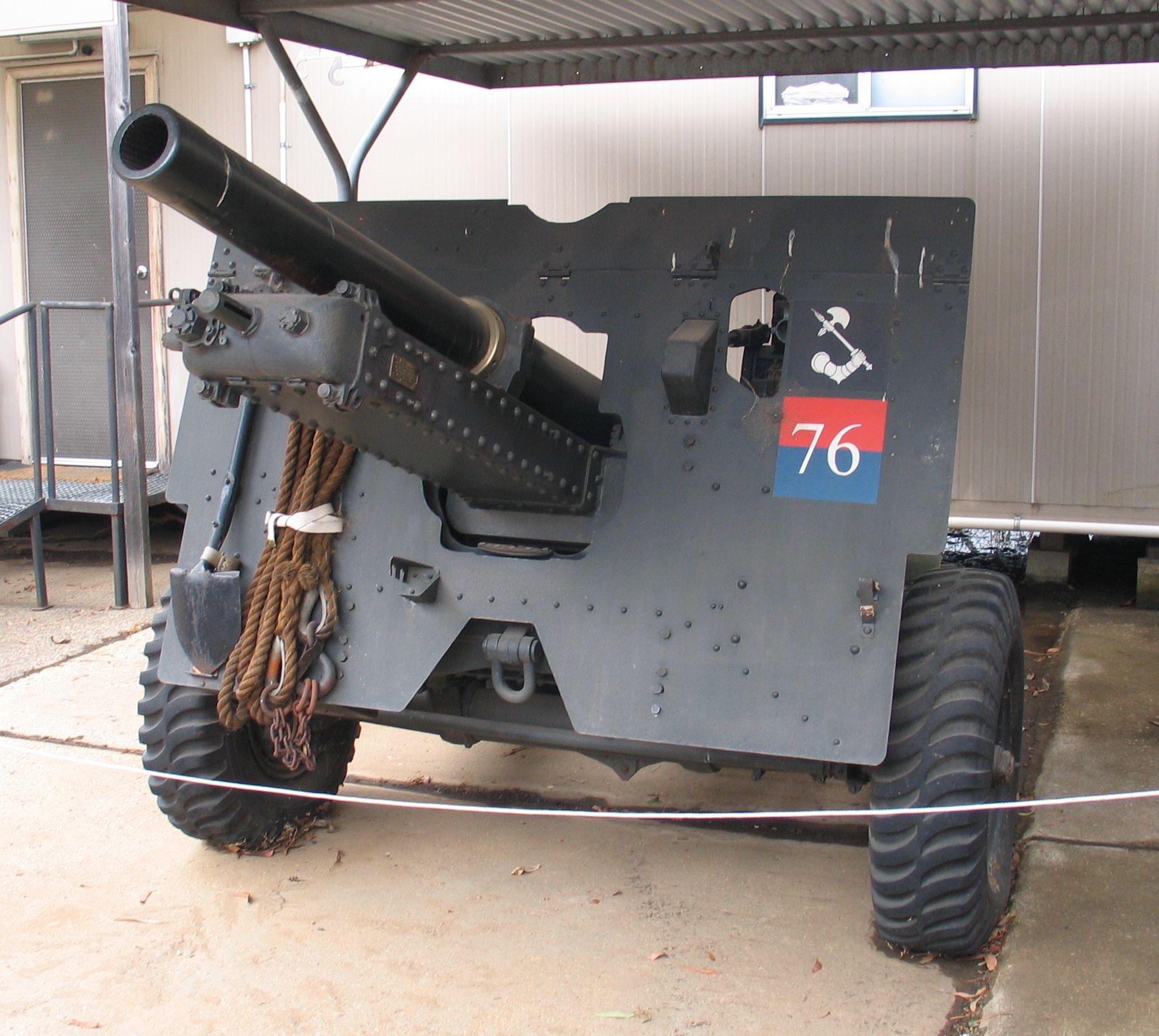
QF 25ポンド砲Mk.II。

新規に製造された砲身を25ポンド砲専用のMk.1砲架に搭載した型で、1940年5月には実戦配備が開始され第二次世界大戦を通じて使用されたほか、カナダやオーストラリアでライセンス生産も行われた。一般にQF 25ポンド砲と言えばこのMk.IIかMk.IIIを指す。
尾栓はQF 4.5インチ榴弾砲と同じ手動垂直鎖栓式に変更され、仰角も45°にまで拡大された。砲架は射撃時に専用のターンテーブルに乗せてワイヤーで接続すれば、手動で360°全周囲旋回を行うことが可能になる。徹甲弾をスーパーチャージで発砲する際には、反動で砲が転倒するのを避けるため砲口にオプションのマズルブレーキを取り付ける必要がある。
なお、ターンテーブルを利用した全周囲旋回機能は、戦後にイギリスが設計したL118軽量砲に受け継がれている。

### Mk.III

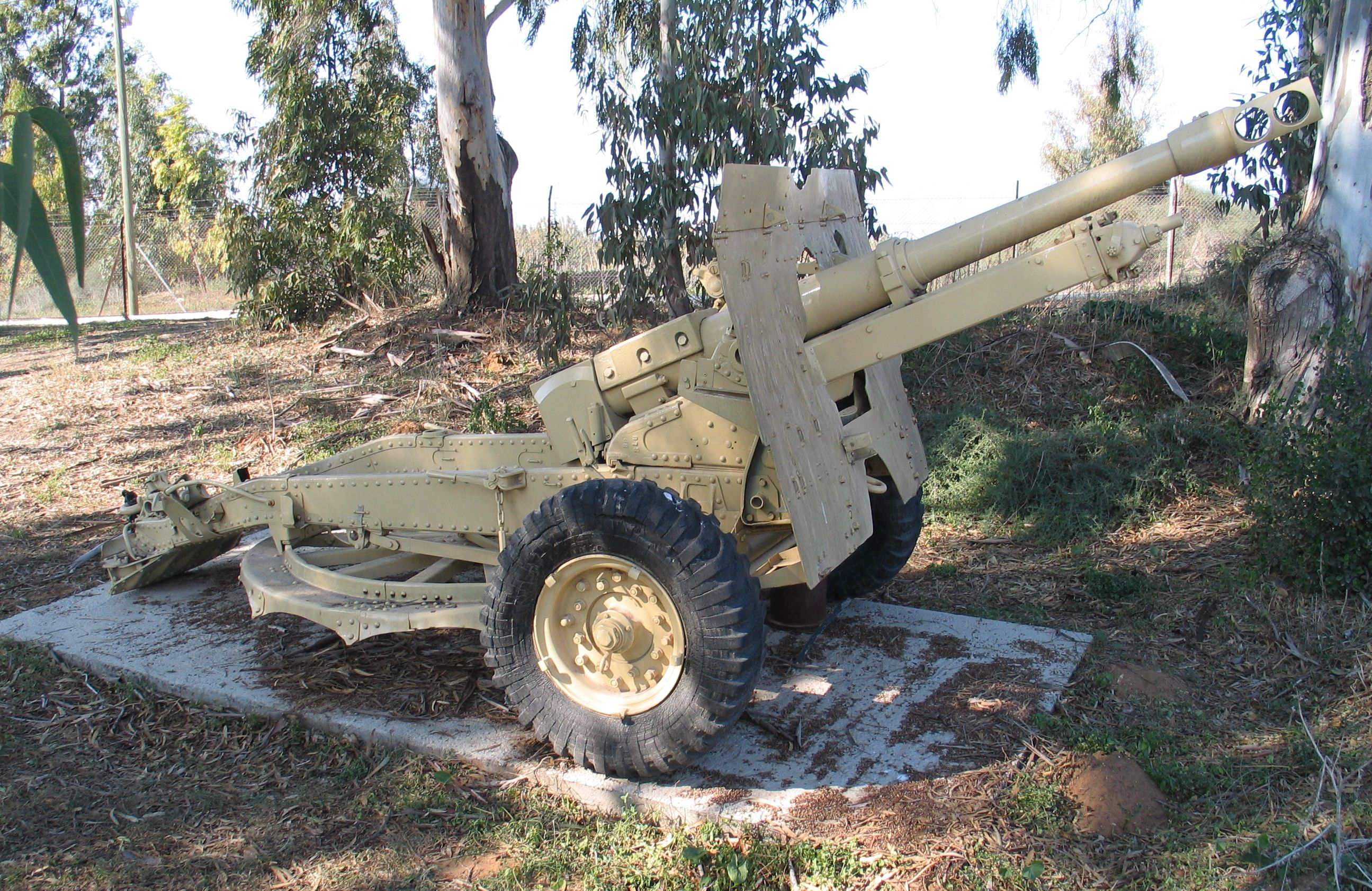
QF 25ポンド砲Mk.III。

Mk.IIの改良型で、高仰角時の排莢を行いやすくしたほか、固定式のマズルブレーキを取り付けている。既存のMk.IIを改修したMk.IIIと、新規に製造されたMk.IVに分けられる。
25ポンド砲の砲架にはMk.1砲架以外にも車輪の間隔を狭くしたMk.2砲架と、同じように車輪の間隔を狭くした上で高仰角をとれるように蝶番を組み込んだMk.3砲架も設計されている。

### Short Mk.I

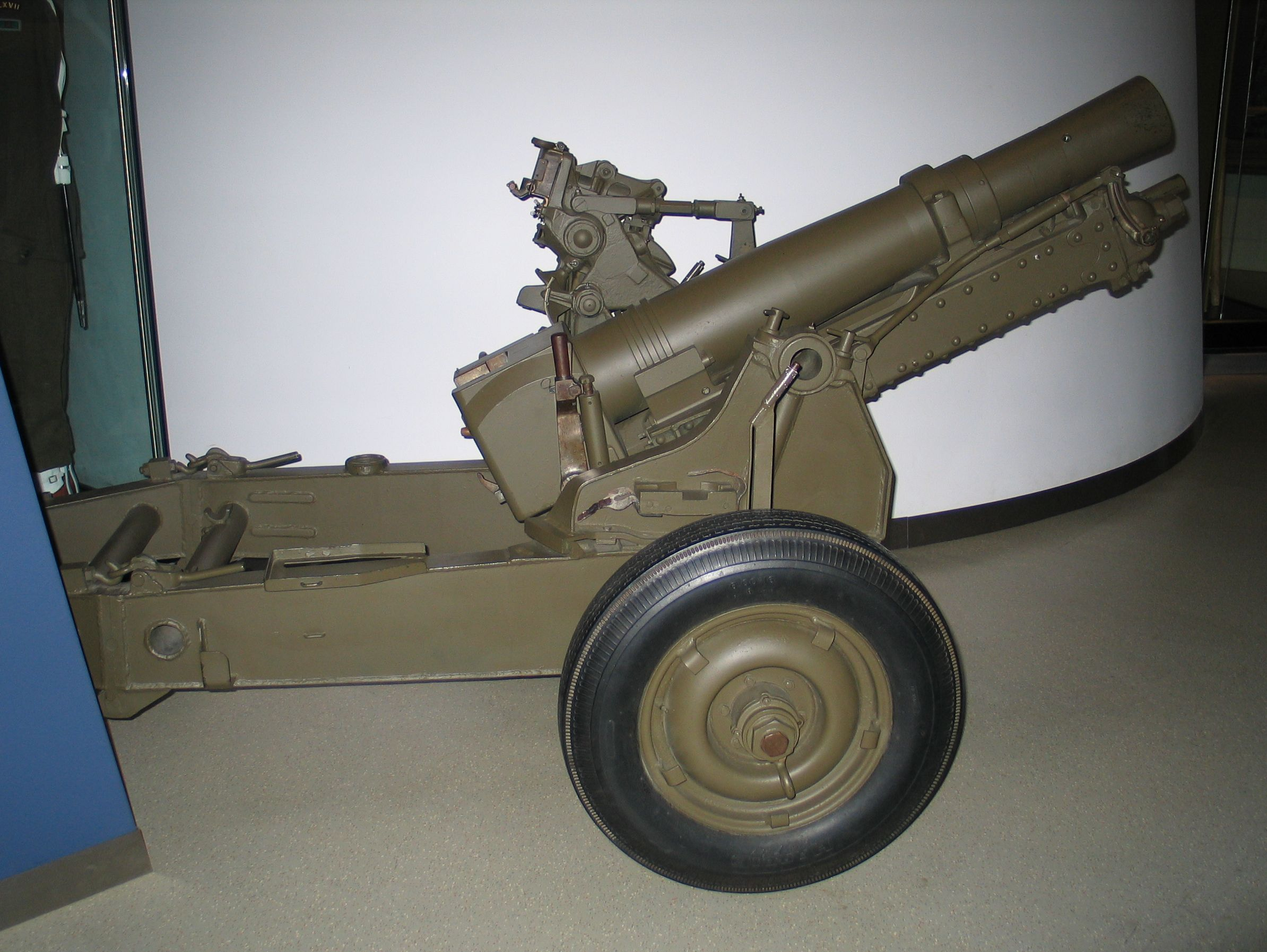
オーストラリアが独自に製造した、QF 25ポンド砲Short Mk.I。

オーストラリアが独自に製造した派生形で、Baby 25 prとも呼ばれる。
短砲身化させた砲身と25 pounder Light, Mk 1砲架と組み合わせて製造され、ジープなどの軽車両で牽引可能なほか13個の部品に分解して運ぶことも可能であり、ジャングルにおける機動力が向上している。1943年に製造が開始され、オーストラリア軍がニューギニアの戦いなどの東南アジア、太平洋戦線における日本軍との戦闘に投入した。

## 登場作品

### 映画
『遠すぎた橋』
第30軍団のQF 25ポンド砲が、戦車部隊の前進速度に合わせて着弾地点を前進させる「這う砲撃」を行う。

### ゲーム
『R.U.S.E.』
イギリスの榴弾砲として登場。
『バトルフィールド1942 ロード・トゥ・ローマ』
イギリス軍の追加榴弾砲として登場する。